# دينا بابيت
دينا بابيت (بالإنجليزية: Dina Babbitt)‏ هي نحّاتة ورسامة أمريكية، ولدت في 21 يناير 1923 في برنو في التشيك، وتوفيت في 29 يوليو 2009 في Felton, California ‏ في الولايات المتحدة بسبب سرطان.

## روابط خارجية
- دينا بابيت على موقع IMDb (الإنجليزية)